# Османский университет
Османский университет (англ. Osmania University, телугу ఉస్మానియా విశ్వవిద్యాలయము, урду جامعہ عثمانیہ ‎) — государственный университет в г. Хайдарабад, Андхра-Прадеш, Индия. Крупнейший университет на Индийском субконтиненте и один из старейших вузов Индии. Основан в 1918 году. Своё название получил в честь низама Хайдарабадского княжества Мир Османа Али Хана. Османский университет был первым индийским вузом, в котором ввели преподавание на языке урду.

## Известные выпускники
- Кулкарни, Венкатеш — писатель.
- Нишат, Джамила — поэтесса.
- Рубина, Айеша — социальный работник.
- Синха, Шантха — правозащиница.